# Beyond Fantasy Fiction
Beyond Fantasy Fiction a fost o revistă americană de literatură științifico-fantastică editată de H. L. Gold. Au apărut doar 10 numere între 1953 - 1955. Ultimele două numere ale revistei au avut denumirea Beyond Fiction, dar drepturile de autor anterioare alte numelui revistei au rămas neschimbate.
Deși nu a fost un succes comercial, a inclus câteva povestiri ale unor autori ca Isaac Asimov, Ray Bradbury și Philip K. Dick.  Publicația a fost considerată de critici ca o continuatoare a tradiției revistei Unknown, o revistă de fantasy a cărei apariție a fost oprită în 1943. 

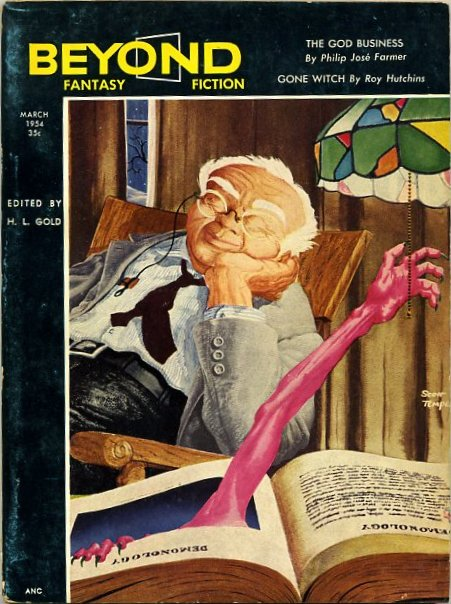
Coperta din martie 1954

## Povestiri publicate (selecție)
- "…And My Fear Is Great…", de Theodore Sturgeon (iulie 1953)
- „Regele Elfilor” de Philip K. Dick (septembrie 1953)
- "The Wall Around the World", de Theodore R. Cogswell (septembrie 1953)
- "Kid Stuff", de Isaac Asimov (septembrie 1953)
- "The Watchful Poker Chip", de  Ray Bradbury (martie 1954).  Retipărită ca "The Watchful Poker Chip of H. Matisse"
- "Sine of the Magus", de James E. Gunn (mai 1954)
- "The Green Magician", de L. Sprague de Camp și Fletcher Pratt (noiembrie 1954).  Parte a seriei Incompleat Enchanter. Vezi și Wall of Serpents
- "Upon the Dull Earth", de Philip K. Dick (noiembrie 1954)